# Fritz Lang
Ne doit pas être confondu avec Fritz Lange.
Pour les articles homonymes, voir Lang.
Friedrich Christian Anton Lang, connu sous le nom de Fritz Lang (prononcé : /fʁɪt͡s laŋ/), né le 5 décembre 1890 à Vienne et mort le 2 août 1976 à Beverly Hills, est un réalisateur austro-hongrois, binational allemand par mariage à partir de 1919 et naturalisé américain en 1935.
Inventeur d'un grand nombre de techniques innovantes qui sont devenues autant de standards et lui ont valu le titre de « Maître des ténèbres », il introduit dès 1919 dans le cinématographe une esthétique expressionniste qui fera école et inspirera en particulier le film noir. Son œuvre est traversée de thèmes récurrents : la vengeance, la pulsion de mort qui mine l'individu et la société, la manipulation des foules par un surhomme, la lutte pour le pouvoir, la violence de l'homme pour l'homme, la liberté pour le mal. Celui du double, image d'une inquiétante étrangeté, est présent dans la quasi-totalité de ses films.
La version restaurée et reconstituée de Métropolis, film réalisé en 1925-1926 dans les studios de Babelsberg, est classée au registre international Mémoire du monde de l'UNESCO depuis 2001.

## Biographie

### Le désenchantement en héritage

#### Jeunesse catholique et bourgeoise (1890-1908)
Friedrich Christian Anton Lang naît dans une famille de la bourgeoisie ancienne. Son père, architecte de formation, est un entrepreneur en bâtiment viennois de confession catholique. Il est lui-même baptisé dans la religion catholique, le 28 décembre 1890, sous le prénom Fritz. Sa mère, ashkénaze, née Pauline Schlesinger dans la religion juive, se convertit au catholicisme quand il a dix ans.
Le jeune Fritz manifeste des dons pour la peinture et le dessin, et une grande passion pour les récits d'aventures, fables fantastiques, exotiques et policières. Karl Kraus, Jules Verne et Karl May sont parmi ses auteurs favoris. Tout cela se retrouvera quelques années plus tard, dans ses films. Cédant à la pression paternelle, il suit des cours d'architecture à l'université technique de Vienne.

#### Peintre en rupture (1909-1914)

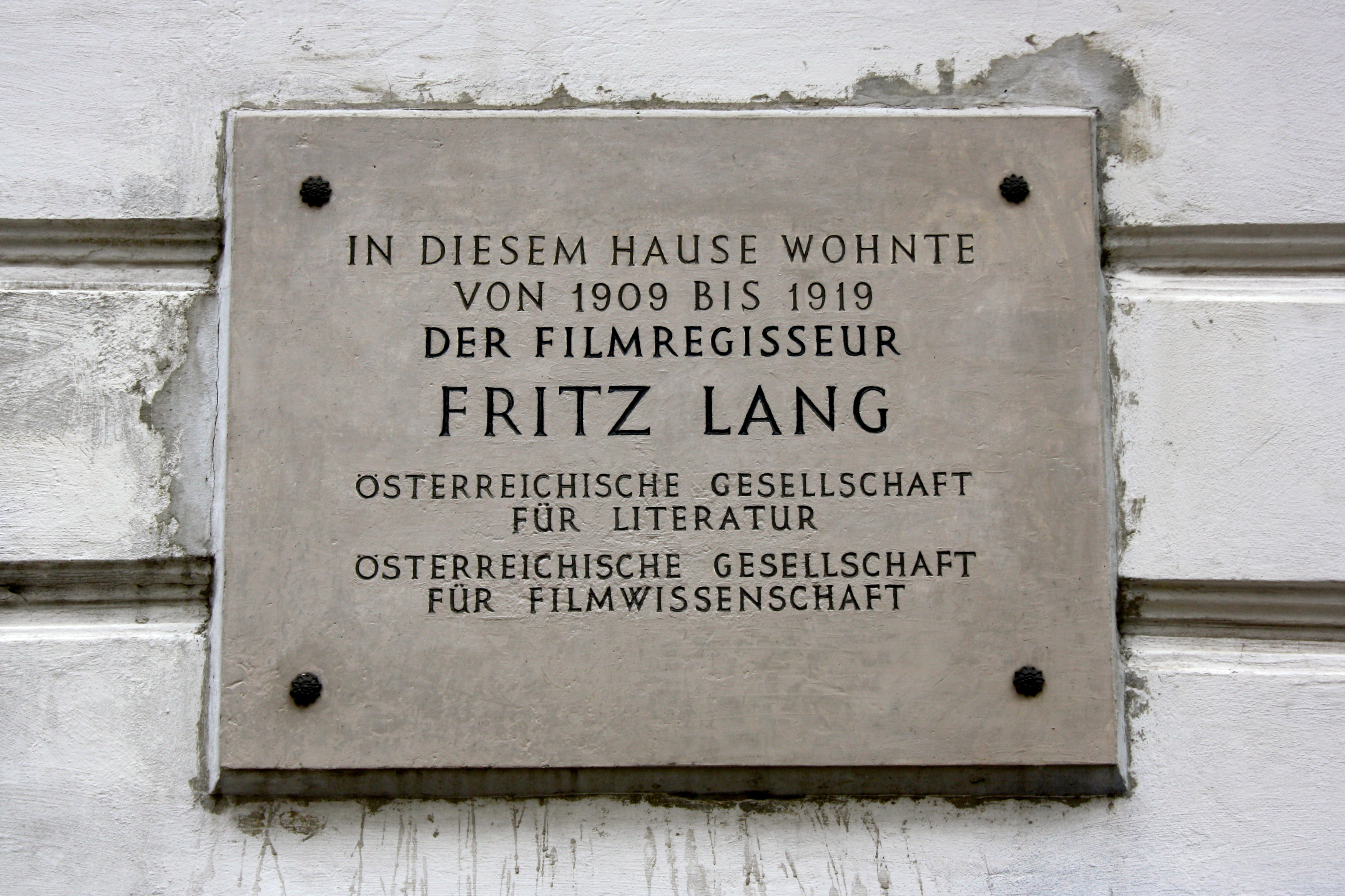
Plaque commémorative 1 Zeltgasse à Vienne, où Lang étudiant prend une adresse que, lieutenant, il conservera jusqu'à son mariage en 1919.

En 1908, Fritz Lang abandonne le TU pour l'Académie des arts visuels. En 1909, tout en continuant son apprentissage de la peinture, il décide de rompre avec sa famille et s'installe dans un appartement du huitième arrondissement de Vienne, au 1 Zeltgasse. Pour gagner sa vie, il se fait embaucher comme artiste dans un cabaret.
En 1910, il entame un long voyage en Méditerranée et visite l'Afrique du Nord. À son retour, en 1911, il s'inscrit à l'Académie des arts décoratifs de Munich, ville d'avant garde où la vie étudiante est débridée, mais repart bientôt voyager en Extrême-Orient. Son périple ne se termine qu'en 1913, à Bruxelles. C'est là qu'il découvre le cinématographe.

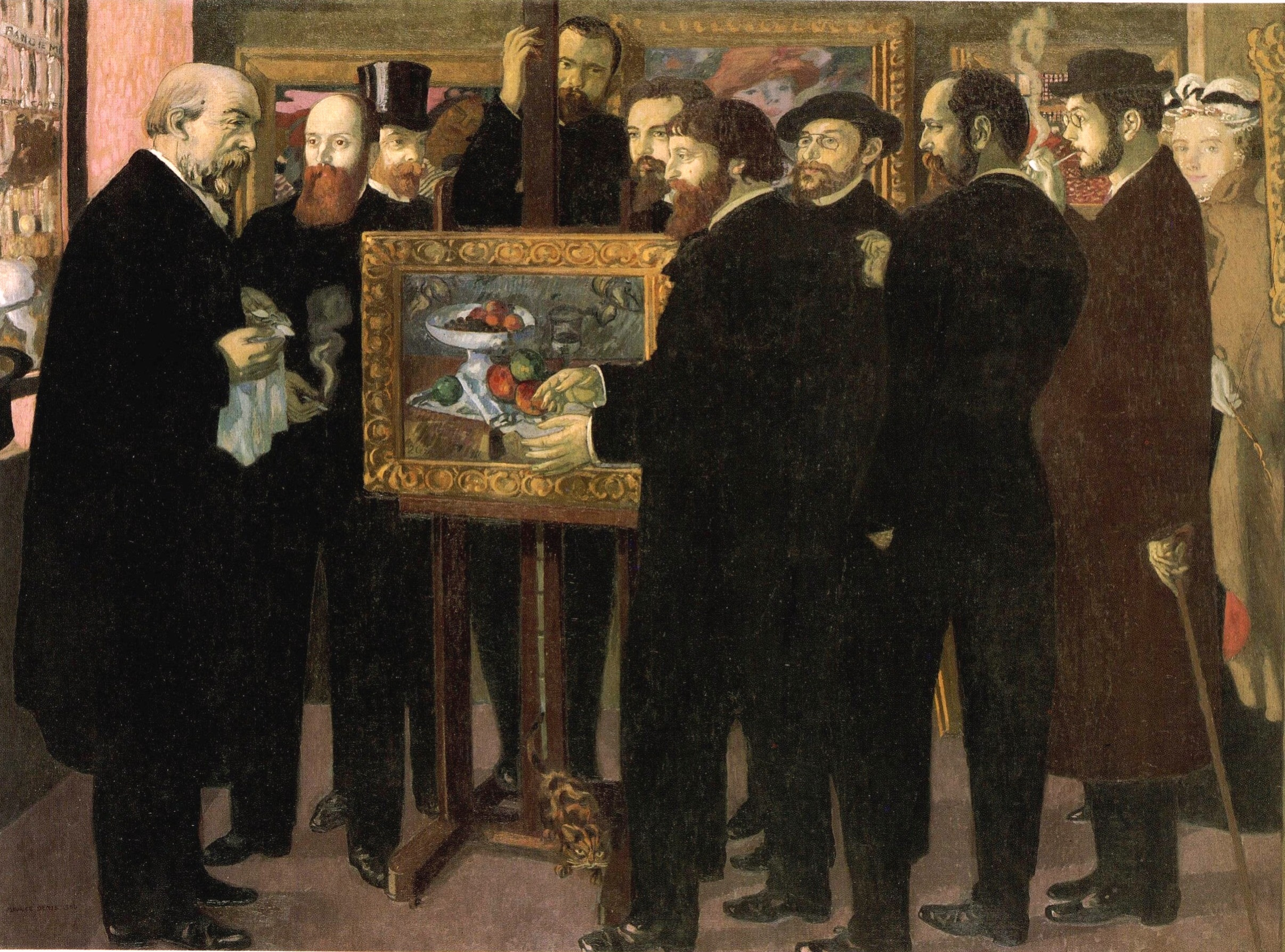
Un tableau de Maurice Denis datant de 1900, soit 13 ans avant que Fritz Lang n'intègre son atelier du Prieuré.

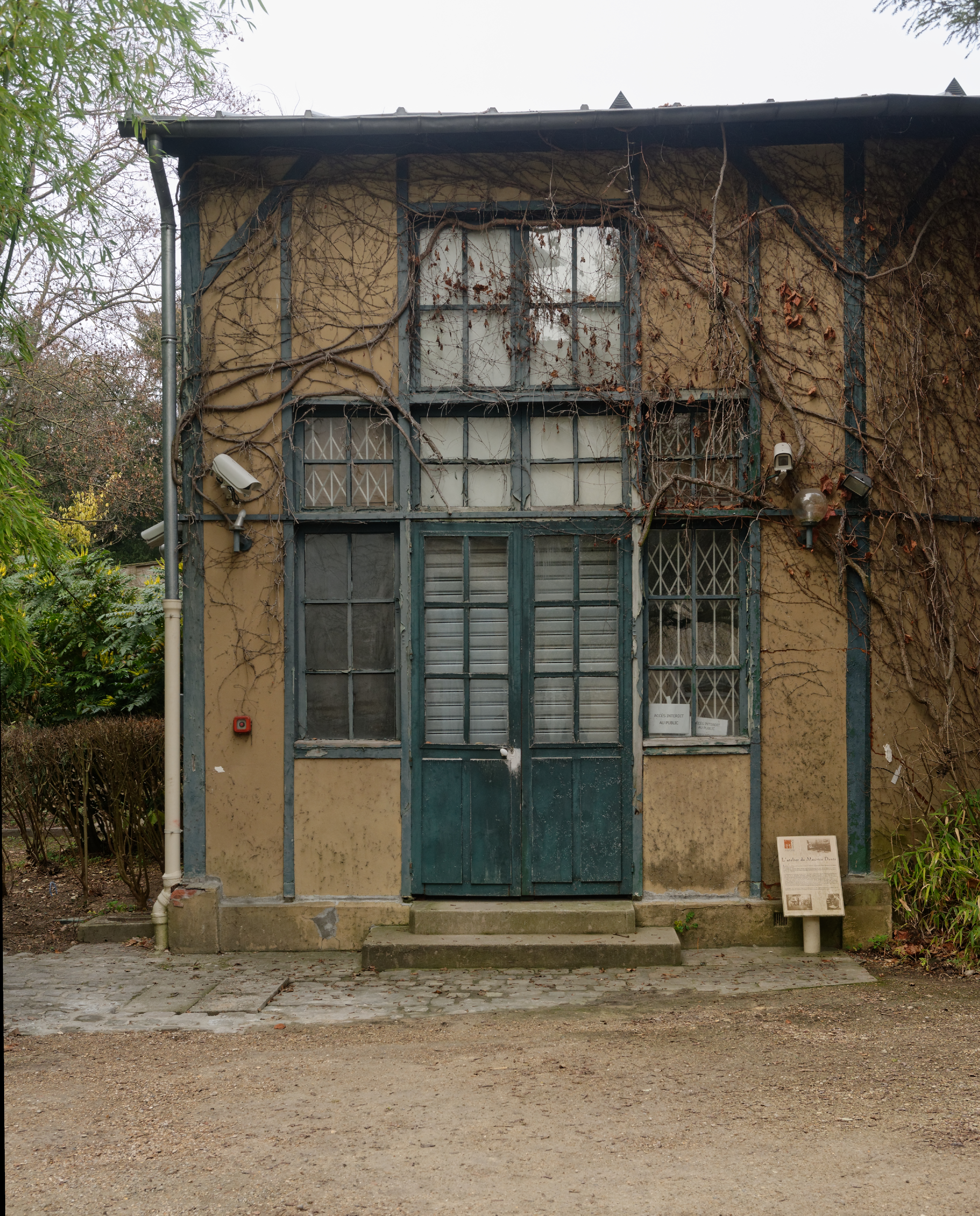
L'atelier ouvert en 1912 par Maurice Denis au Prieuré.

Cette même année 1913, il rejoint le Paris de Franz Hessel, capitale des arts, et intègre le nouvel atelier que Maurice Denis vient d'aménager à Saint-Germain-en-Laye dans l'hôpital royal désaffecté rebaptisé Le Prieuré. Il gagne difficilement sa vie comme illustrateur de contes et caricaturiste pour des journaux français et allemands. Il a la chance, en juin 1914, de réaliser une exposition de ses œuvres.

À Paris, son intérêt pour le cinéma, né à Bruges, attire son attention sur Louis Feuillade et son Fantômas, dont l'influence se verra dans la série des Mabuse. Du cinéma de cette époque, il déclarera : « Je commençais à envisager que cela me permettrait de ne plus saisir la phase d'un mouvement en un temps d'arrêt, qu'on pouvait traduire le mouvement en images autrement qu'en peinture. » C'est en tant que peintre qu'il saisit l'intérêt artistique qui peut être tiré d'un cinématographe communément perçu comme un divertissement insignifiant et la possibilité de l'utiliser comme un média expressif. Dès lors il s'emploiera à répondre à cette question quasi métaphysique : 

« Pourquoi êtes vous si intéressé par une image qui ne dure pas plus longtemps ? »

#### Guerre et mariage (1914-1919)
Fritz Lang est à Paris, où il travaille comme illustrateur, quand le 28 juin 1914 le prince héritier d'Autriche-Hongrie François Ferdinand est assassiné à Sarajevo, que le 31 juillet Jean Jaurès est lui aussi assassiné, et que trois jours plus tard, l'Allemagne et l'Autriche déclarent la guerre, bientôt mondiale, à la France. Fritz Lang, sujet ennemi âgé d'à peine vingt-quatre ans, doit, tel le mari de Marie Laurencin, fuir la France pour ne pas être incarcéré. Il est intercepté à la frontière belge mais parvient à s'évader.
De retour en Autriche, il est incorporé dans l'armée autrichienne, en juin 1915, en tant qu'élève officier et envoyé en formation dans un régiment de réservistes à Luttenberg. Il est logé chez un fonctionnaire, Karl Grossmann, un intellectuel qui l'initie à la photographie et lui fait découvrir de courtes séquences filmées. Désormais lieutenant, il est envoyé en décembre sur le front Est, où il est blessé quelques mois plus tard.
C'est probablement à cause de ses blessures de guerre que Fritz Lang perd son œil droit et devint borgne,. D'autres causes sont également avancées, Bertrand Tavernier parle d'une infection à l'œil, d'autres sources parlent d'un accident durant le tournage de Metropolis, d'autant que jeune, il portait un monocle à l'œil gauche. Dans les années 1960, il devint quasiment aveugle. Lang fut souvent classé avec John Ford et Raoul Walsh parmi les « borgnes d'Hollywood »,.
À sa sortie de l'hôpital, il est envoyé en convalescence à Vienne. Là, il se met à écrire des scénarios, parfois en moins de cinq jours. En 1917, il rencontre le cinéaste et producteur Joe May, à qui il propose ses scénarios. C'est à cette occasion qu'il rencontre l'actrice Thea von Harbou, qui deviendra sa seconde femme. Fritz Lang devient un scénariste prolifique, capable de s'inscrire dans l'air du temps. Le Mariage à l'Excentric Club est dans la veine du film de détective, en vogue à l'époque en Allemagne, tandis que Hilde Warren et la Mort appartient au genre fantastique. Dans ce dernier film, l'héroïne, à la fois épouse et criminelle, met fin à ses jours juste après que la mort lui a rendu visite.
Avant la fin de l'année, il est renvoyé sur le front. Il tient un journal intime dans lequel il consigne des réflexions désenchantées sur la nature humaine. Blessé, en 1918, une seconde fois, il termine la guerre en tant que régisseur d'une troupe de théâtre aux armées.
Démobilisé, sept fois décoré, Fritz Lang retourne à Berlin où, le 13 février 1919, il épouse une actrice de théâtre, Elisabeth Rosenthal. L'année 1919 est une année charnière pour lui. Il fait la connaissance du producteur Erich Pommer qui le fait entrer dans la compagnie de production allemande Decla (Deutsche Eclair), pour laquelle il écrit La Femme aux orchidées, un mélodrame, et La Peste à Florence, un film historique, tous deux mis en scène par Otto Rippert. Pommer déclare à Lang : « Vous devez apprendre à connaître la caméra, car c'est avec elle que vous écrirez le film. » La même année, Pommer lui propose de devenir metteur en scène et Lang, pour ne plus être trahi par les réalisateurs, décide de passer derrière la caméra.

### Carrière à l'UFA

#### Premiers pas et premier chef-d'œuvre (1919-1922)

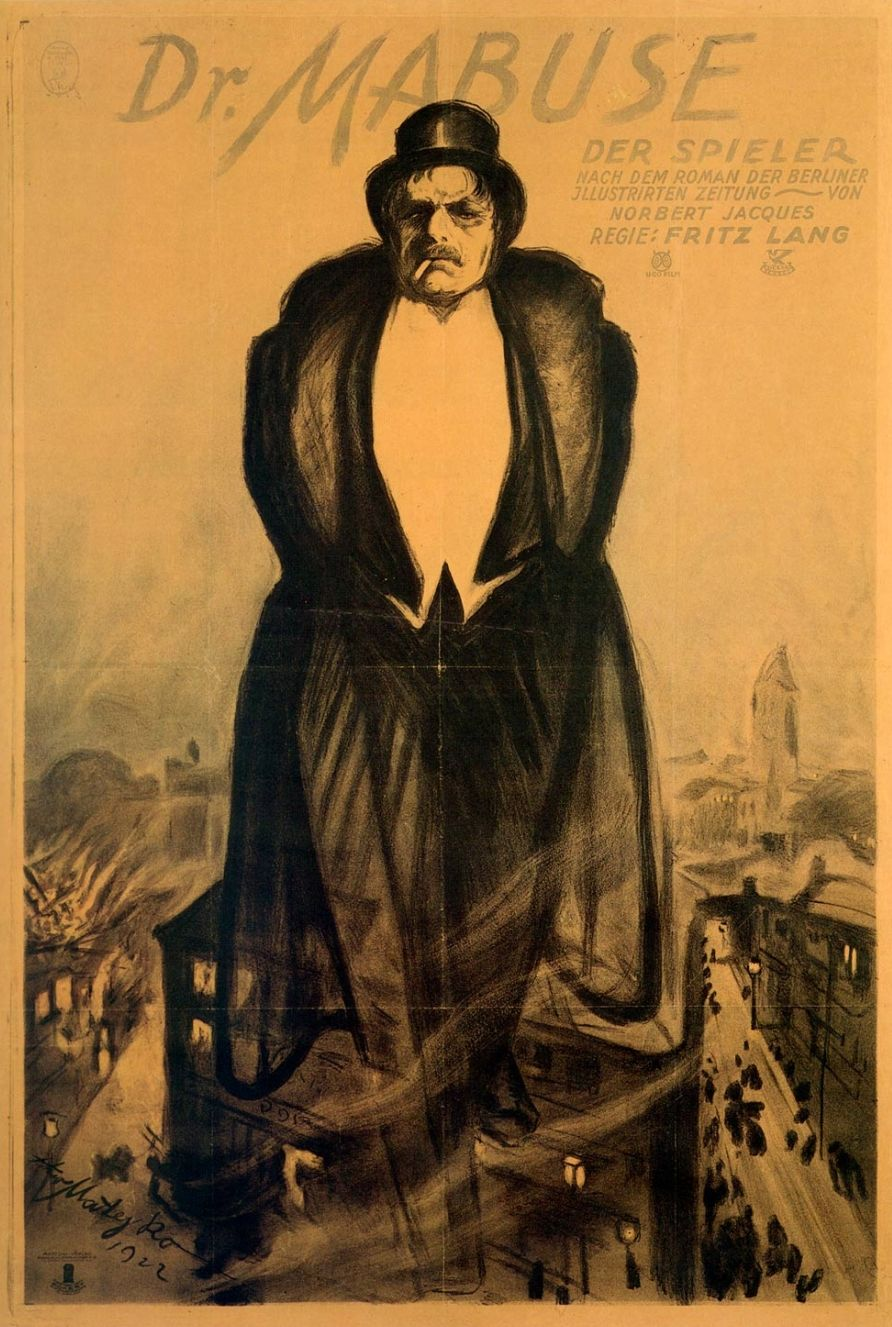
Affiche de Docteur Mabuse le joueur.

Fritz Lang signe La Métisse et Le Maître de l'amour. Il réalise Harakiri (1919), d'après Madame Butterfly. La même année, il signe son premier succès, Les Araignées (Die Spinnen, 1919-1920), un feuilleton d'aventures en deux parties qui annonce son style à venir : un langage esthétique fondé sur un jeu de prises de vues créant à l'arrière-plan de l'action des motifs géométriques qui ne sont pas sans rappeler certaines peintures abstraites de cette époque, un montage des plans en cadence et un travail sur les éclairages qui offrent des contrastes saisissants.
Le 25 septembre 1920, sa femme Élisabeth est trouvée morte, d'une balle tirée avec le Browning de son mari. L'enquête conclut non au suicide, mais à la mort par accident. Fritz Lang gardera toute sa vie le secret sur son premier mariage et ces circonstances supposées avoir eu une influence sur le thème de ses futurs films sur les complications sentimentales, la culpabilité, la mort et le suicide. Le critique Bernard Eisenschitz précise que « le coup de feu mortel aurait été tiré à la suite d'une empoignade » et que, dès lors, le cinéaste « découvrit alors pour la première fois à quel point circonstances et motifs de suspicion peuvent être précaires. C'est de cet incident que date l'habitude qu'il avait de noter chaque événement de la journée ». Ce chapitre de la vie privée de Lang a été évoqué en 2001, au cours de la longue rétrospective lors du Festival du Film de Berlin, mais sans mentionner la mort de Lisa Rosenthal.
Cette même année, il tourne Das wandernde Bild et Vier um die Frau (ou Kämpfende Herzen), avant de s'imposer à la critique avec Les Trois Lumières (Der müde Tod, 1921), qui, par son style, est un des premiers films expressionnistes. Devenu l'un des plus importants cinéastes du pays, Fritz Lang signe une fresque de la société de la république de Weimar tirée d'un roman de Norbert Jacques. Sorti le 27 avril 1922, Docteur Mabuse le joueur (Dr Mabuse, der Spieler) est un film qui associe les mystères sombres de l'âme humaine manipulée par l'hypnose à la corruption de la société par l'argent et la finance.

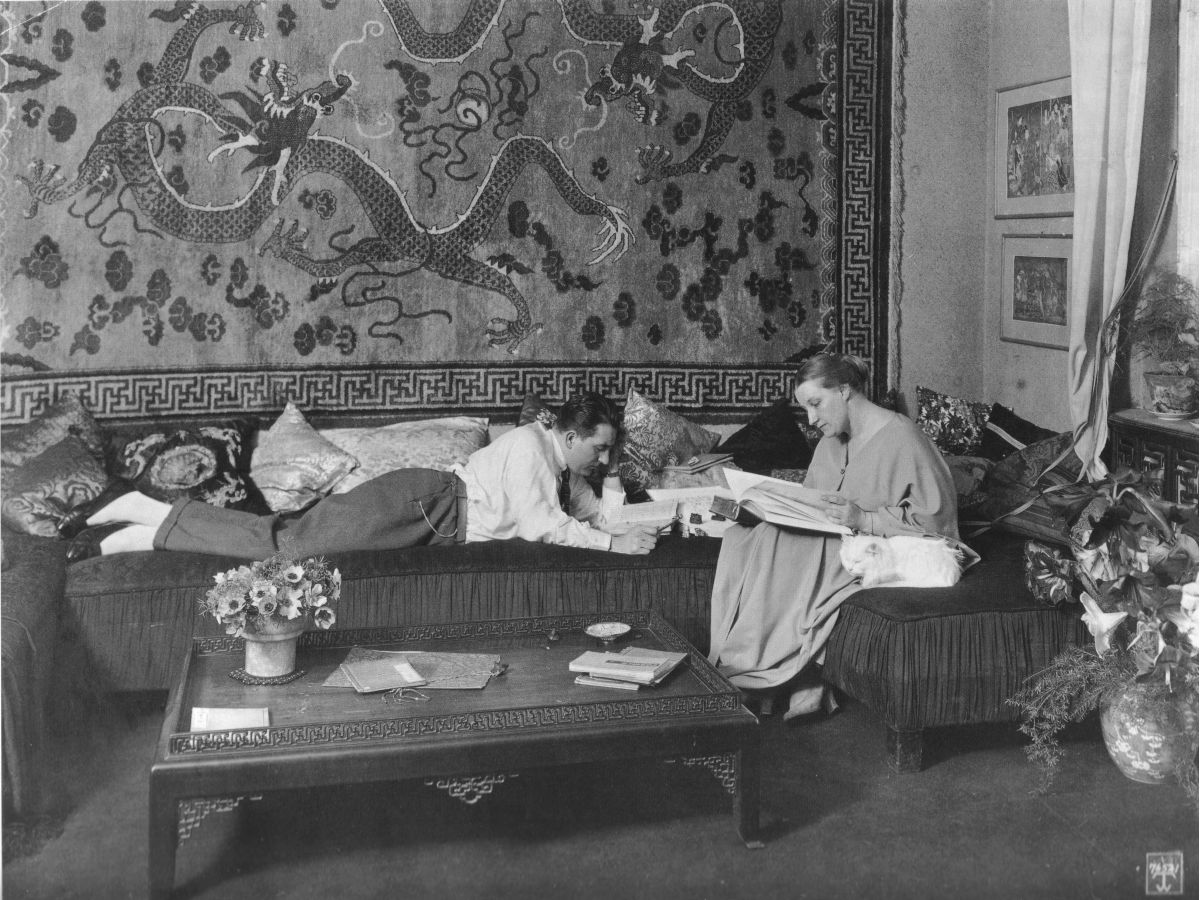
Fritz Lang et Thea von Harbou dans leur appartement berlinois, en 1923 ou 1924.

Veuf, il épouse en août de la même année sa scénariste, Thea von Harbou, ex comédienne qu'il avait connue durant la guerre. Devenue auteur de feuilletons littéraires, c'est le succès rencontré dans cette activité qui l'a menée à l'écriture de scénario. Son influence sur la carrière allemande du cinéaste est déterminante et ses interventions sur son œuvre directes.

#### L'âge d'or du muet (1924-1930)
Fritz Lang réalise un diptyque sur les grandes légendes germaniques, Les Nibelungen (Die Nibelungen, 1924).

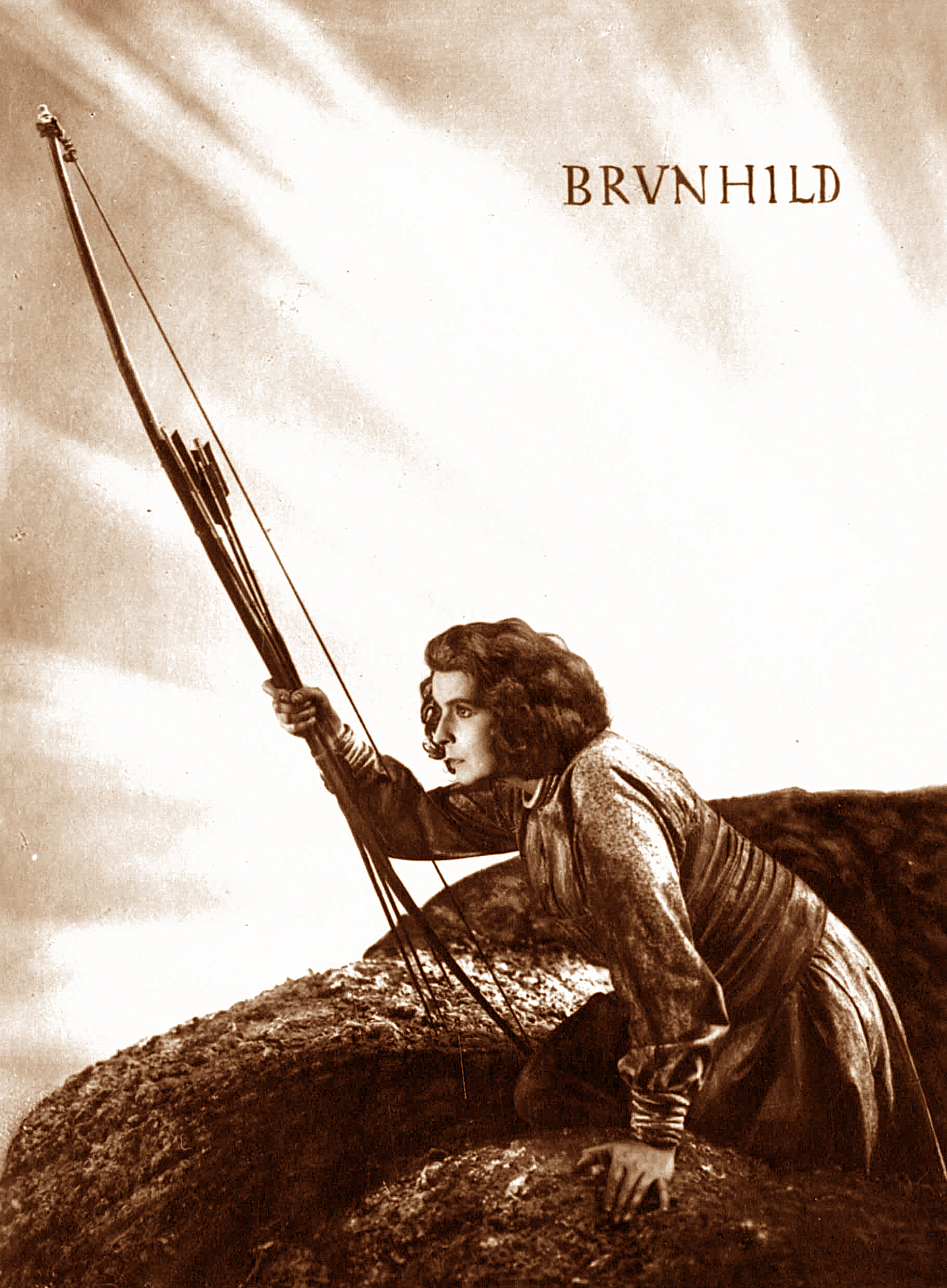
Hanna Ralph interprétant Brunhilde dans Les Nibelungen.
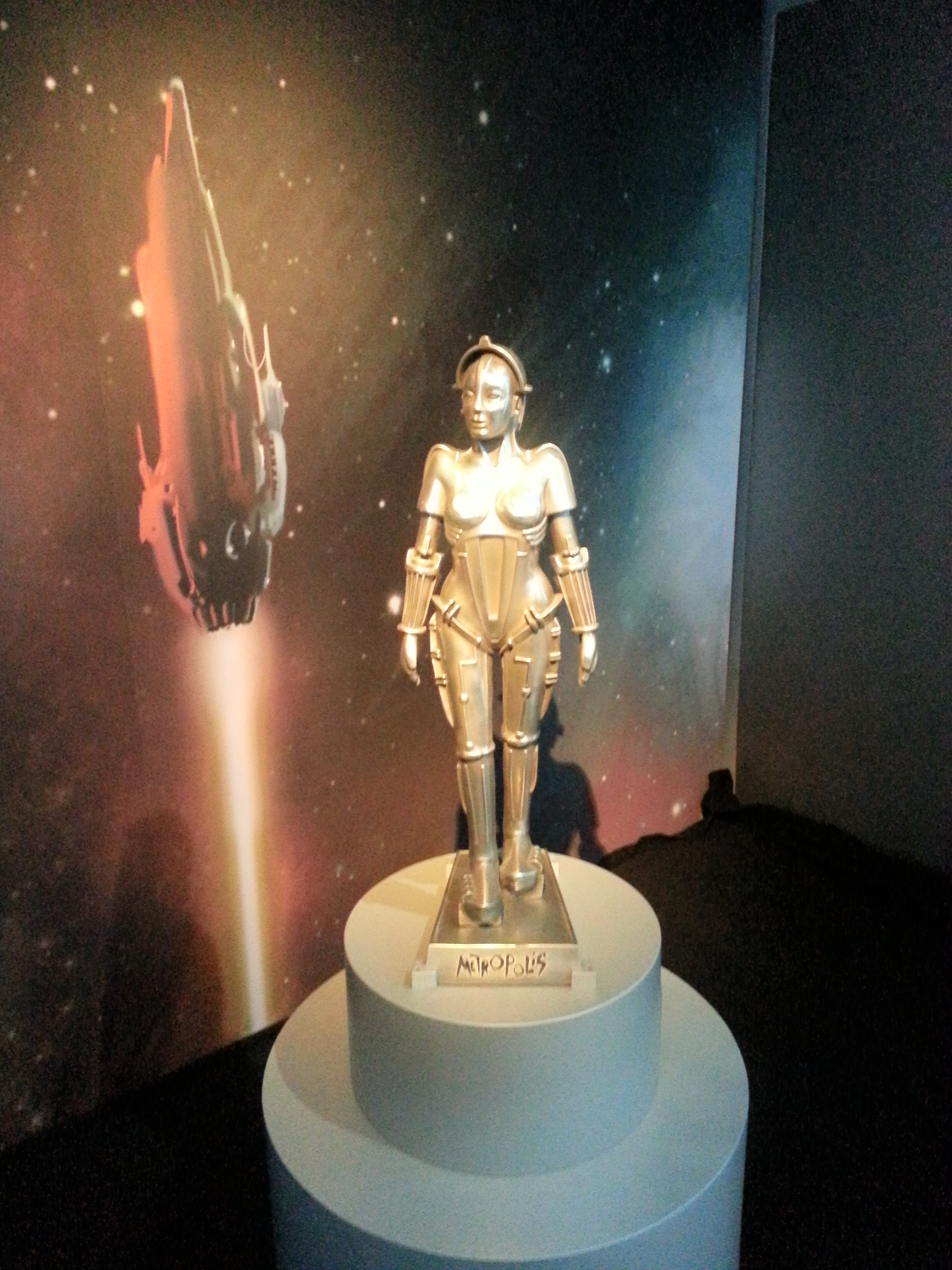
Réplique de Maria, la femme robot de Metropolis.

En 1926, il tire d'un roman de sa femme, Metropolis, un film de science-fiction humaniste du même nom. Film le plus coûteux de l'histoire des studios Universum, c'est un échec financier retentissant, mais il assure dès janvier 1927 à Fritz Lang une célébrité qui dure au-delà de la mort de l'individu. Soutenue par des effets spéciaux spectaculaires et totalement inédits à l'époque, la vision à bien des égards prémonitoire d'une ville futuriste, coupée en deux parties distinctes selon le rang social de ses habitants, ne cesse d'impressionner les spectateurs. Dès cette époque, à l'occasion de ce travail d'adaptation du roman et d'interprétation du film, des désaccords politiques profonds se font jour entre le cinéaste et sa femme.

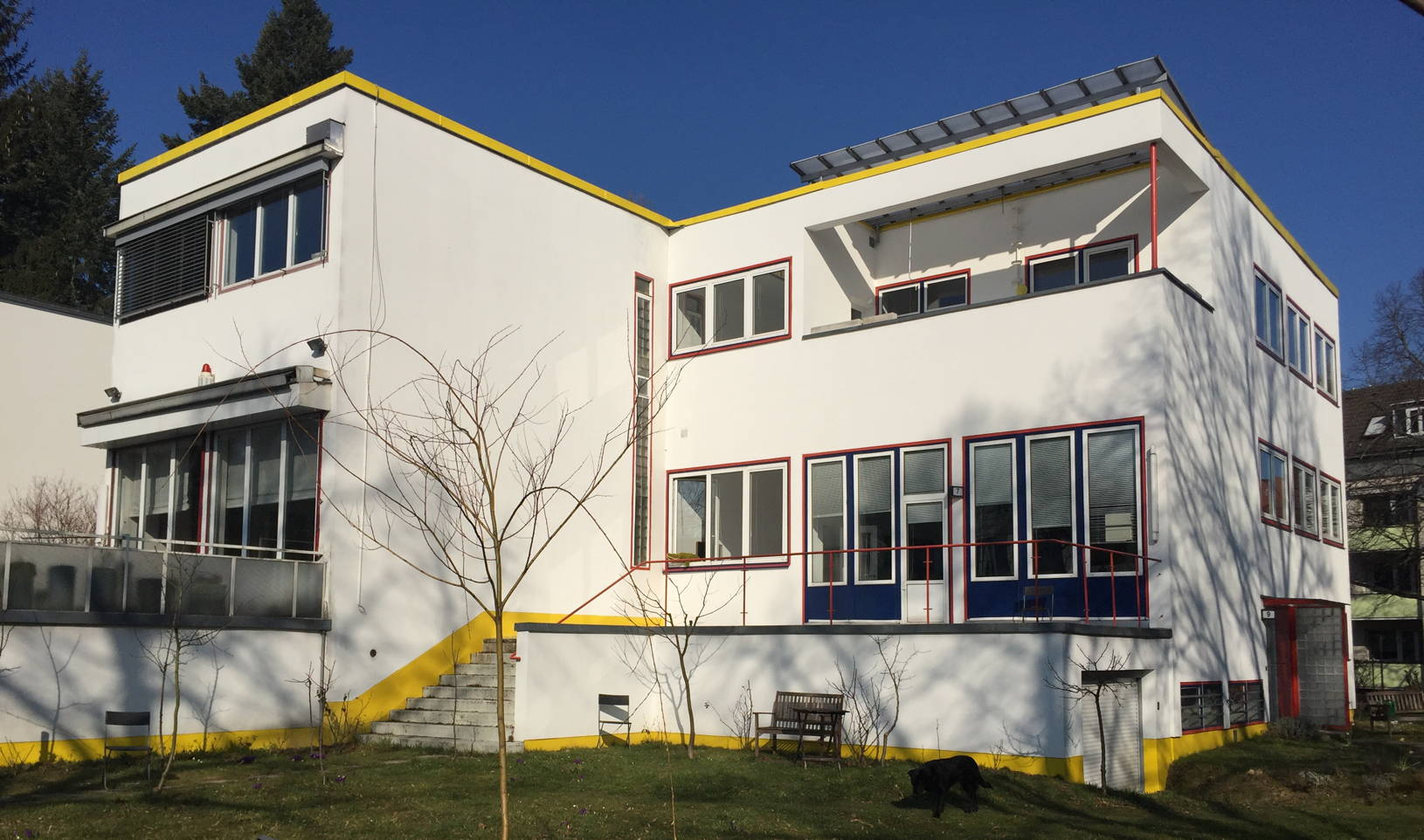
Appartement double de Fritz Lang et Thea von Harbou, 7 allée Schorlemer à Dahlem, construit en 1929 dans le style Nouvelle objectivité.

Fritz Lang revient au film de mystère et d'espionnage avec Les Espions (Spione, 1928), dont l'esthétique est très volontairement abstraite. Il inaugure une liaison avec l'actrice principale, Gerda Maurus, et c'est avec elle qu'il tourne La Femme sur la Lune (Die Frau im Mond, 1929), où il explore à nouveau la science-fiction et imagine de manière réaliste — contrairement au film de Georges Méliès sur le même sujet — ce que pourrait être un voyage sur la Lune. Il travaille sur le scénario de ce film avec le physicien et ingénieur allemand Hermann Oberth qui sera, avec Wernher von Braun, l'un des pères des fusées à longue portée et l'un des pionniers du vol spatial.
Certains films de cette période s'inscrivent dans le courant du cinéma expressionniste allemand, notamment Le Docteur Mabuse avec l'utilisation de décors peints en couleurs vives (bien que ces couleurs ne se voient pas dans le film en noir et blanc, elles ont dû influencer ou conditionner le jeu des acteurs) et représentant des perspectives fortement improbables.

#### Cinéma parlant (1931-1932)

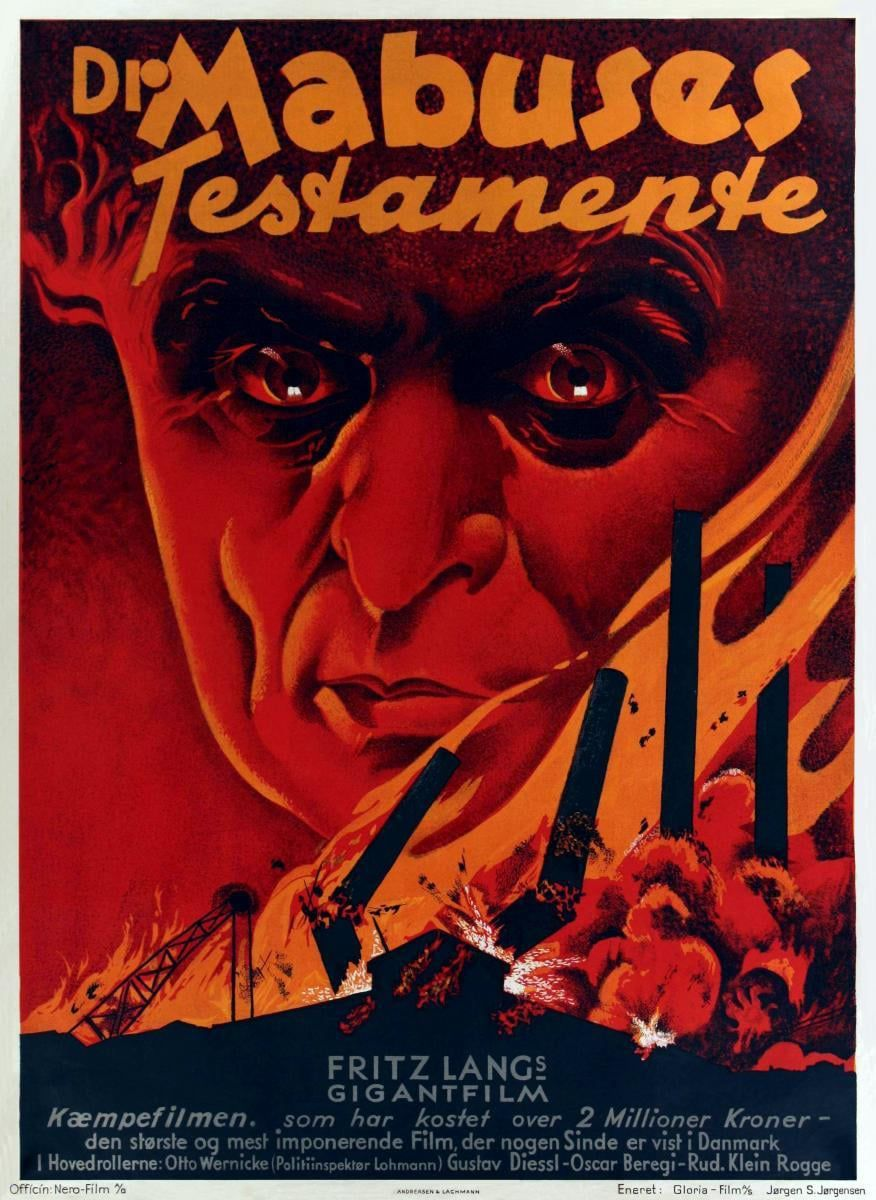
Affiche du Testament du docteur Mabuse.

Le premier film parlant de Fritz Lang est M le maudit —  M est le titre original — réalisé en 1931. Rétrospectivement, le cinéaste le regardera comme « son préféré ». Pour son premier film parlant, Fritz Lang utilise la bande son comme élément dramatique. L'horloge sonore évoque l'attente et l'inquiétude de la mère d'Elsie Beckman, la dernière victime. L'air Dans le palais du roi de la montagne, extrait de la musique de scène d'Edvard Grieg Peer Gynt, est siffloté par l'assassin, annonçant tel un leitmotiv son passage à l'acte. Le scénario de Fritz Lang et de son épouse Thea von Harbou, spécialiste du feuilleton populaire, se réfère aux troubles sociaux de cette époque de l'histoire allemande, conséquence plus ou moins directe de la crise de 1929. Le film tout entier est un reportage. Du moins est ce ainsi que l'a conçu son auteur. M le maudit s'inspire en particulier d'un fait divers, l'affaire du « vampire de Düsseldorf », mais pas uniquement.
Le pays est alors pris en étau par le nationalisme montant et le chômage de masse. Ce sont le drame du destin et le thème du Bien et du Mal qui intéressent le cinéaste, auteur d'une réflexion sur les procédures de jugement : une des scènes du film montre, en effet, le procès du meurtrier, qu'interprète Peter Lorre, par un tribunal constitué par la pègre organisée. Fritz Lang emploie de vrais criminels et délinquants, sortis de prison pour l'occasion. Le premier titre devait être Mörder unter uns (en français : Les assassins sont parmi nous). Les nazis y verront une critique et finiront par l'interdire quelques années plus tard. Noël Simsolo, historien et critique de cinéma, auteur d'une étude sur Fritz Lang, rapporte une anecdote intéressante : un jour, alors que Lang se rendait aux studios de Staaken pour le tournage de son film, un directeur nazi lui en refuse l'entrée, car le titre du film était encore Les assassins sont parmi nous et pouvait laisser croire que les nazis étaient visés. Ce n'est que pendant le tournage que Lang changea le titre en M, après avoir tourné la scène où Peter Lorre se fait inscrire sur son manteau un M à la craie par un délinquant.
Inquiet devant la montée du nazisme, Fritz Lang tourne en 1932, de nouveau à partir d'un scénario de Thea von Harbou, une nouvelle aventure de Mabuse, Le Testament du docteur Mabuse. Il le réalise « comme une allégorie pour montrer les procédés terroristes d'Hitler. » Le personnage du Dr Mabuse renvoie directement au surhomme[réf. nécessaire], Toutefois le premier de la série des Dr Mabuse, fidèle aux Fu Manchu, Fantomas et autres grands criminels comploteurs, ne contenait aucun élément allant dans ce sens. Au sujet du Testament du docteur Mabuse, Lang dira, en 1941, à la sortie de Chasse à l'homme[réf. nécessaire], avoir réalisé son premier film intentionnellement anti-nazi, en plaçant dans la bouche de Mabuse, et d'autres criminels, des slogans et doctrines du nazisme,. Du reste, la projection du film en Allemagne fut interdite en 1933.

#### La fuite loin du nazisme (1933-1934)
À l'avènement du Troisième Reich, Joseph Goebbels, ministre de la Propagande, qui, comme Hitler, admirait ses films (notamment Die Nibelungen et Metropolis), aurait convoqué Fritz Lang pour lui proposer de prendre la tête du département cinématographique de son ministère. Selon ses propres dires, Fritz Lang aurait poliment décliné l'offre en précisant que sa mère était d'origine juive. Toujours d'après lui, Goebbels lui aurait répondu : « Monsieur Lang, c'est nous qui décidons qui est aryen. » Des critiques ou spécialistes, comme Michel Ciment, mettent en doute l'authenticité de ce témoignage.
Dès avril 1933, il divorce de Thea von Harbou, qui soutient le projet nazi. La séparation de corps était bien antérieure, et dès 1928, Fritz Lang trompait sa femme. Noël Simsolo note, dans son étude sur Lang, que Thea von Harbou a introduit dans ses films, notamment Les Nibelungen et Metropolis, des éléments nationalistes et conservateurs. Du reste, Lang en avait conscience et partageait alors les idées de son épouse.
Fritz Lang quitte l'Allemagne peu de temps après. Il s'exile à Paris, où il retrouve Erich Pommer et où il réalise pour lui, en 1934, Liliom avec celle qui sera sa dernière compagne, Lily Latté. Le 6 juin 1934, il part pour les États-Unis, suivant les traces de Friedrich Murnau, Ernst Lubitsch, Josef von Sternberg et Erich von Stroheim, autres cinéastes allemands et viennois, émigrés à Hollywood.

### Carrière hollywoodienne (1934-1956)
À Hollywood, Fritz Lang réalise d'abord une trilogie réaliste et sociale, tous trois avec l'actrice Sylvia Sidney : Furie, un pamphlet sur le lynchage et la volonté de puissance, J'ai le droit de vivre (You Live Only Once, 1937), une tragédie sur un couple pourchassé par la police inspirée par l'histoire de Bonnie et Clyde, et Casier judiciaire (You and Me, 1939), une fantaisie sur l'inutilité du vol, pour laquelle Kurt Weill écrit une musique.
Le producteur Darryl Francis Zanuck lui permet de tourner deux westerns où il intègre son thème favori, la vengeance ; il tourne ainsi Le Retour de Frank James (The Return of Frank James, 1940) et Les Pionniers de la Western Union (Western Union, 1941). Il tourne ensuite une série de films d'espionnage anti-nazis, très en vogue à Hollywood durant la Guerre, comme Chasse à l'homme (Man Hunt, 1941), Les bourreaux meurent aussi (Hangmen Also Die!, 1943), écrit avec Bertolt Brecht, Espions sur la Tamise (Ministry of Fear, 1944) et Cape et Poignard (Cloak and Dagger, 1945).
Au milieu des années 1940, Fritz Lang se lance dans le genre du film noir, en y intégrant des éléments à la fois oniriques et psychanalytiques comme dans La Femme au portrait (The Woman In The Window, 1944), La Rue rouge (Scarlet Street, 1945), remake de La Chienne de Jean Renoir, Le Secret derrière la porte (The Secret beyond the Door…, 1948), une intrigue à caractère psychanalytique, et House by the River (1950).
Dans les années 1950, à l'exception d'un film de guerre, Guérillas (American Guerrilla in the Philippines, 1950), d'un western romantique avec Marlene Dietrich, L'Ange des maudits (Rancho Notorious, 1952) et d'un film d'aventures, Les Contrebandiers de Moonfleet (Moonfleet, 1954), il tourne surtout des mélodrames, des films à suspense ou des films noirs : Le démon s'éveille la nuit (Clash By Night, 1952), La Femme au gardénia (The Blue Gardenia, 1953), Règlement de comptes (The Big Heat, 1953), Désirs humains (Human Desire, 1954), d'après la Bête humaine d'Émile Zola et remake du film de Jean Renoir du même nom, La Cinquième Victime (While The City Sleeps, 1956) et L'Invraisemblable Vérité (Beyond a Reasonable Doubt, 1956).
Dans Les Contrebandiers de Moonfleet, Lang tourne en Cinémascope. À propos de ce procédé, Jean-Luc Godard lui fera dire dans le film Le Mépris (film lui-même en Scope) : « Ce n'est pas fait pour des hommes, c'est fait pour les serpents [il fait le geste], pour les enterrements. »

### Retour en Allemagne (1956-1976)
En 1956, Fritz Lang fait son retour en Allemagne, sa partie occidentale, pour signer un film d'aventures exotiques en deux parties et en couleurs, Le Tigre du Bengale (Der Tiger von Eschnapur, 1959) et Le Tombeau hindou (Das indische Grabmal, 1959), tourné pour l'essentiel en studio à Berlin. Puis, il ressuscite une dernière fois le personnage de Mabuse pour signer un film sur l'Allemagne contemporaine, Le Diabolique Docteur Mabuse (Die 1000 Augen des Dr. Mabuse, 1960). Le succès mitigé de ce film et l'impossibilité de mener à bien quelques projets de scénario le conduisent à arrêter la réalisation de films.
Devenu aveugle, Fritz Lang régularise en 1971 presque trente années de vie conjugale en épousant Lily Latté. Il meurt en 1976, à l'âge de 85 ans. Il repose au cimetière du Forest Lawn Memorial Park des collines d'Hollywood à Los Angeles en Californie.

## Réalisations
Fritz Lang participe ou intervient toujours sur les scénarios, même s'il n'est pas crédité[réf. nécessaire].

### En Allemagne
- 1919 : La Métisse (Halbblut)
- 1919 : Le Maître de l'amour (Der Herr der Liebe)
- 1919 : Les Araignées - 1 : Le Lac d'or (Die Spinnen - 1. Teil: Der Goldene See)
- 1919 : Harakiri
- 1920 : La statue qui marche, Das wandernde Bild
- 1920 : Les Araignées - 2 : Le Cargo de diamants (Die Spinnen - 2. Teil: Das Brillantenschiff)
- 1921 : Cœurs en lutte (Kämpfende Herzen)
- 1921 : Les Trois Lumières (Der Müde Tod)
- 1922 : Docteur Mabuse le joueur (Dr Mabuse der Spieler)
- 1924 : Les Nibelungen : La Mort de Siegfried (Die Nibelungen: Siegfried)
- 1924 : Les Nibelungen : La vengeance de Kriemhild (Die Nibelungen : Kriemhilds Rache)
- 1927 : Metropolis
- 1928 : Les Espions (Spione)
- 1929 : La Femme sur la Lune (Frau im Mond)
- 1931 : M le maudit (M)
- 1933 : Le Testament du docteur Mabuse (Das Testament des Dr. Mabuse)

### En France
- 1934 : Liliom

### Aux États-Unis
- 1936 : Furie (Fury)
- 1937 : J'ai le droit de vivre (You Only Live Once)
- 1938 : Casier judiciaire (You and Me)
- 1940 : Le Retour de Frank James (The Return of Frank James)
- 1941 : Les Pionniers de la Western Union (Western Union)
- 1941 : Chasse à l'homme (Man Hunt)
- 1943 : Les bourreaux meurent aussi (Hangmen Also Die!)
- 1944 : Espions sur la Tamise (Ministry of Fear)
- 1944 : La Femme au portrait (The Woman in the Window)
- 1945 : La Rue rouge (Scarlet Street)
- 1946 : Cape et Poignard (Cloak and Dagger)
- 1948 : Le Secret derrière la porte (Secret Beyond the Door…)
- 1949 : House by the River
- 1950 : Guérillas (American Guerrilla in the Philippines)
- 1951 : L'Ange des maudits (Rancho Notorious)
- 1952 : Le démon s'éveille la nuit (Clash By Night)
- 1953 : La Femme au gardénia (The Blue Gardenia)
- 1953 : Règlement de comptes (The Big Heat)
- 1954 : Désirs humains (Human Desire)
- 1955 : Les Contrebandiers de Moonfleet (Moonfleet)
- 1956 : La Cinquième Victime (While The City Sleeps)
- 1956 : L'Invraisemblable Vérité (Beyond a Reasonable Doubt)

### En Allemagne de l'Ouest
- 1958 : Le Tigre du Bengale (Der Tiger von Eschnapur)
- 1959 : Le Tombeau hindou (Das indische Grabmal)
- 1960 : Le Diabolique Docteur Mabuse (Die 1000 Augen des Dr. Mabuse)

## Activités connexes

### Scénariste
- 1917 : Mariage à l'Excentric-Club (de) (Die Hochzeit Im Exzentrik-Klub) de Joe May
- 1917 : Hilde Warren et la Mort (Hilde Warren Und Der Tod) de Joe May
- 1918 : Mienne est la vengeance (Die Rache Ist Mein) d'Alwin Neuß
- 1918 : Mendiants Sarl (Die Bettler GmbH) d'Alwin Neuß
- 1919 : Wolkenbau Und Flimmerstern de Josef Coenen
- 1919 : Danse de mort (Totentanz) d'Otto Rippert
- 1919 : Lilith Und Ly d'Erich Kober (de)
- 1919 : La Peste à Florence (Die Pest in Florenz) d'Otto Rippert
- 1921 : Le Tombeau hindou en deux époques : La Mission du Yoghi (Die Sendung des Yoghi) et Le Tombeau hindou (Das Indische Grabmal) de Joe May

### Acteur
- 1917 : Hilde Warren et la Mort (Hilde Warren und der Tod) de Joe May
- 1956 : Screen Snapshots: Hollywood Goes a Fishin de Ralph Staub
- 1963 : Begegnung mit Fritz Lang de Peter Fleischmann
- 1963 : Le Mépris de Jean-Luc Godard, dans son propre rôle
- 1963 : Paparazzi et Le Parti des choses : Bardot et Godard de Jacques Rozier, courts métrages sur le tournage du Mépris
- 1968 : Zum Beispiel: Fritz Lang d'Erwin Leiser

### Producteur
En 1945, Fritz Lang fonde sa propre société de production avec Walter Wanger et Joan Bennett, la Diana Prod.Inc.

## Œuvre écrite
- 1919 : Les Araignées, roman paru en France en 2002 aux Éditions du Rocher dans la Bibliothèque du Mystère

## Célébration

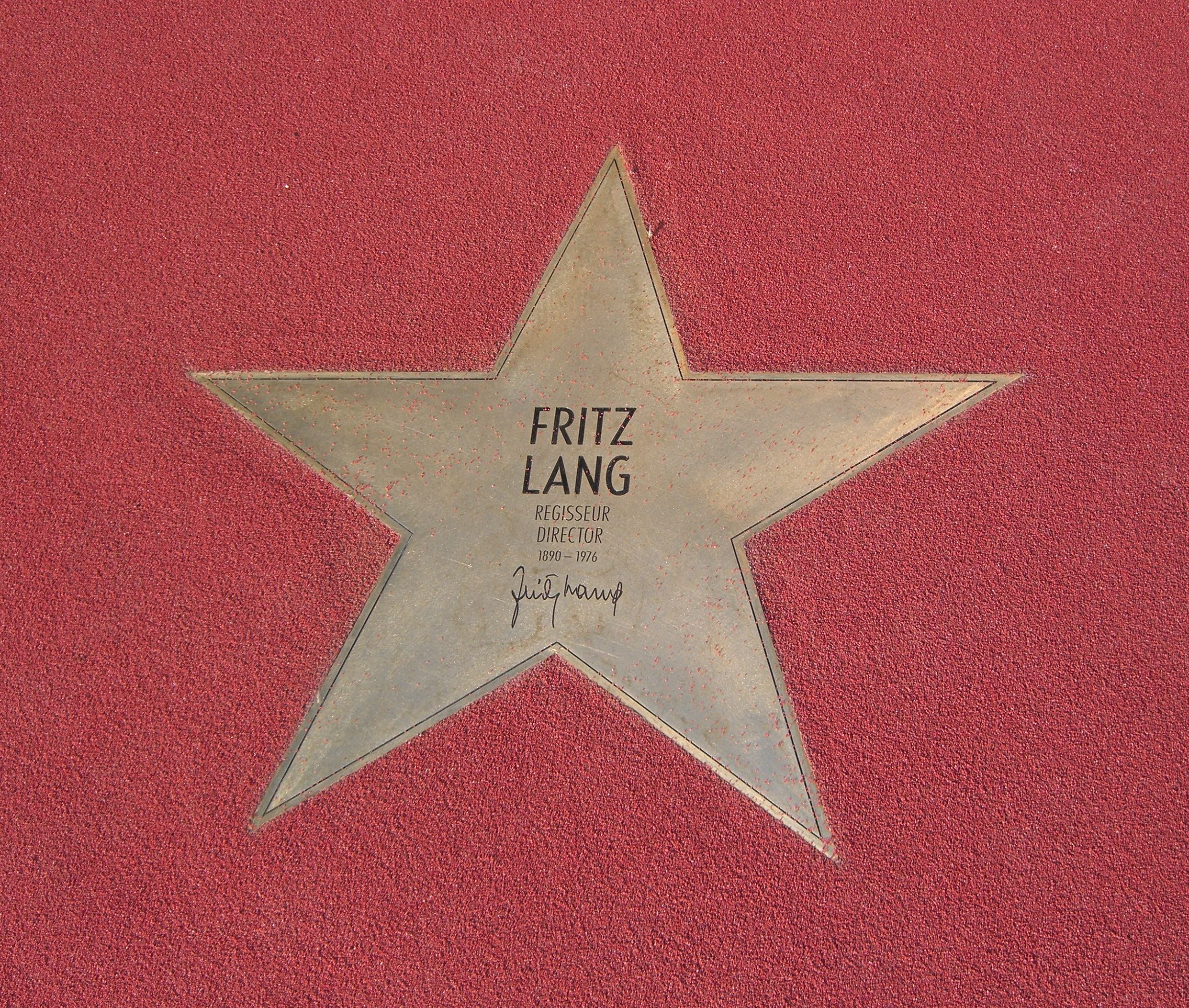
Son étoile posée en 2010 sur le boulevard des stars à Berlin.

### Critique française
Ce sont les critiques de la Nouvelle Vague, en particulier Claude Chabrol, qui mettent en évidence la figure du cinéaste fondateur Fritz Lang et la font émerger au-delà de quelques chefs-d'œuvre expressionnistes.
François Truffaut dénonce dans les Cahiers du cinéma les « historiens du cinéma et les critiques [américains] […] [qui] ne reconnaissent pas son génie quand il signe des films d'espionnage, des films de guerre, ou simplement des films policiers. »
Jacques Rivette et William Friedkin rendent par leurs réalisations un hommage appuyé à Fritz Lang. Jean-Luc Godard, par une mise en abyme, met en scène le réalisateur jouant son propre rôle de maître du cinéma dans Le Mépris.

### Personnage de cinéma
- Seiji Mizushima, Fullmetal Alchemist : Conquérant de Shamballa (Gekijyōban hagane no renkinjutsushi Shambara o yuku mono / 劇場版 鋼の錬金術師 シャンバラを征く者), 2005, film faisant suite aux évènements de Fullmetal Alchemist dans lequel Fritz Lang est le Doppelganger de Bradley
- Artem Demenok, Fritz Lang, coll. « Deutsche Lebensläufe », 2007, 45 min
- G. Maugg, Fritz Lang, le démon en nous (Fritz Lang – Der andere in uns), 2016, docudrama
- Iddo Goldberg interprète Fritz Lang dans la mini-série The Last Tycoon

### Prix
- Prix pour l'ensemble de l'œuvre, Deutsche Filmakademie, Berlin, 1963
- Prix pour l'ensemble de la carrière, The Academy of Science Fiction, Fantasy & Horror Films, Los Angeles, 1976

### Monographies sur l'homme
- Luc Moullet, Fritz Lang, coll. « Cinéma d'aujourd'hui », no 9, Seghers, Paris, 1963 Choix de textes et propos de Fritz Lang, extraits de dialogues, panorama critique, témoignages, documents iconographiques.
- Alfred Eibel, Trois Lumières, Présence du cinéma, Paris, 1964 Choix de textes de Fritz Lang.
- R. Humphries, Fritz Lang : cinéaste américain, Paris, Albatros, 1982
- Peter Bogdanovich, Fritz Lang in America, Studio Vista, Londres, 1967, entretien ; trad. S. Grünberg & C. Blatchley, Fritz Lang en Amérique, Éditions de l'Étoile-Seuil, Paris, 1990
- Georges Sturm, Fritz Lang, films, textes, références, PUF, Paris, 1990
- Alfred Eibel, Fritz Lang ou le dernier bond du tigre, Klincksieck, Paris, 2017, 176 p.

### Monographies sur l'œuvre
- 1991 : Le Double Scénario chez Fritz Lang, Gérard Leblanc et Brigitte Devismes, Armand Colin, 1991
- 1993 : Fritz Lang. La mise en scène, coordonné par Bernard Eisenschitz et Paolo Bertetto, Cinémathèque française
- 1996 : Fritz Lang, le jugement, Michel Mesnil, collection Le bien commun, Michalon
- 2000 : The Films of Fritz Lang: Allegories of Vision and Modernity (2000) de Tom Gunning
- 2001 : Die Circe, der Pfau und das Halbblut, Die Filme von Fritz Lang, 1916-1921, Georges Sturm, Wissenschaftlicher Verlag Trier / Cinémathèque Municipale de Luxembourg
- 2003 : Michel Ciment, Fritz Lang. Le meurtre et la loi, Gallimard, coll. « Découvertes », 2003 (ISBN 2-07-053263-1).
- 2011 : Bernard Eisenschitz, Fritz Lang au travail, Paris, Cahiers Cinéma livres, 13 octobre 2011 (1re éd. 2011), 272 p. (ISBN 978-2-86642-808-2).

### Romans dont sont tirés certains de ses scénarios
- 1929 : Une femme dans la Lune, Thea von Harbou, collection du Lecteur, Éditions Cosmopolites, Paris
- 1999 : Je les chasserai jusqu'au bout du monde jusqu'à ce qu'ils en crèvent, Agnès Michaux, Éditions 1
- 2001 : Docteur Mabuse, Norbert Jacques, Éditions du Rocher
- 2001 : Le Testament du docteur Mabuse, Norbert Jacques, Éditions du Rocher

### Ses films dans le domaine public
- (en) Les Trois Lumières muet, intertitres anglais
- (de + en) M le maudit en version originale allemande sous-titrée en anglais
- (en) La Rue rouge en version originale anglaise
- (de) Metropolis muet, intertitres allemands